# 中国人民大学家书博物馆
中国人民大学家书博物馆，位于北京市海淀区中国人民大学校内，是该校2016年创办的以家书为主题的博物馆。

## 历史
2005年4月，费孝通、季羡林、任继愈、王世襄、孙轶青、罗哲文、欧阳中石、苏叔阳、白庚胜等数十名文化名人发出倡议，面向海内外征集民间散落的中国家书。在这项抢救民间家书活动征集到的家书中，写作时间从明末清初直至21世纪，以晚清以来普通人家书为主。这批家书后来成为中国国家博物馆、中国人民大学家书博物馆的收藏。
2009年5月30日，1920年到1932年间陈独秀致胡适、李大钊、高一涵、钱玄同、鲁迅、周作人等人信札13通在中国嘉德拍卖公司拍卖。这批书信曾长期保存在胡适家中，胡适逝世后由其子胡祖望保存，胡祖望逝世后由其儿媳曾淑昭保存。中国嘉德拍卖公司从定居美国华盛顿的曾淑昭家征集到该批书信，拍卖前在北京大学图书馆和北京国际饭店展出。当时新成立的中国人民大学博物馆（当时该馆组织了家书展）看中了这批信札，中国人民大学领导邀请到校友参拍但没能中拍。此后中国人民大学立即与国家文物局协商。2009年6月5日，国家文物局向嘉德拍卖公司发出《关于优先购买“陈独秀致胡适等人信札”的函》，决定按成交价行使国家优先购买权。这是国家文物局依据《中华人民共和国文物保护法》的规定首次行使“文物优先购买权”。征购资金554.4万元人民币是由中国人民大学校友胡陆军、黄曙明向中国人民大学捐赠。2009年7月27日，国家文物局将信札整体交付中国人民大学博物馆收藏，后来成为中国人民大学家书博物馆的藏品。
2016年8月8日，北京市文物局向中国人民大学下达《博物馆备案通知书》，同意中国人民大学家书博物馆备案。中国人民大学家书博物馆成为中国内地第一家以家书为藏品的专业博物馆。